# Thelymitra psammophila
Thelymitra psammophila là một loài thực vật có hoa trong họ Lan. Loài này được C.R.P.Andrews miêu tả khoa học đầu tiên năm 1905.